# Gruau Microbus
 (décembre 2021).
Le Gruau Microbus est un véhicule de transport en commun de petit gabarit, conçu et fabriqué par le constructeur-carrossier Gruau. Il est né de la volonté de Patrick Gruau, président du groupe éponyme, d'apporter une solution à la fois pratique et écologique dans le domaine du transport de personnes en milieu urbain.

## Caractéristiques
Il existe en deux versions :
- une version thermique (diesel, respectant les normes Euro 4, pouvant emporter 22 passagers dont 9 assis et 13 debout, (ou 10 assis et 12 debout si présence d'un emplacement UFR)).
- une version électrique[1], pouvant emporter 20 passagers dont 9 assis et 11 debout, (ou 10 assis et 10 debout si présence d'un emplacement UFR).

Il comporte un plancher plat pour l'accessibilité et dans la plupart des cas une palette UFR (utilisateur de fauteuil roulant).
Un certain nombre de réseaux en ont commandé notamment pour assurer des navettes, il est ainsi utilisé dans des villes comme : Amiens, Bayonne, Besançon, Laval, Béziers, Dijon, Dreux, Chalon-sur-Saône, Douai, Nice, Pau, Perpignan, Royan, Saint-Pierre de la Réunion, Paris, ou encore Tours.
On rencontre également quelques exemplaires de ce type de véhicule en version électrique au sein de l'Université Félix Houphouët Boigny (UFHB) à Abidjan (Côte d'Ivoire).

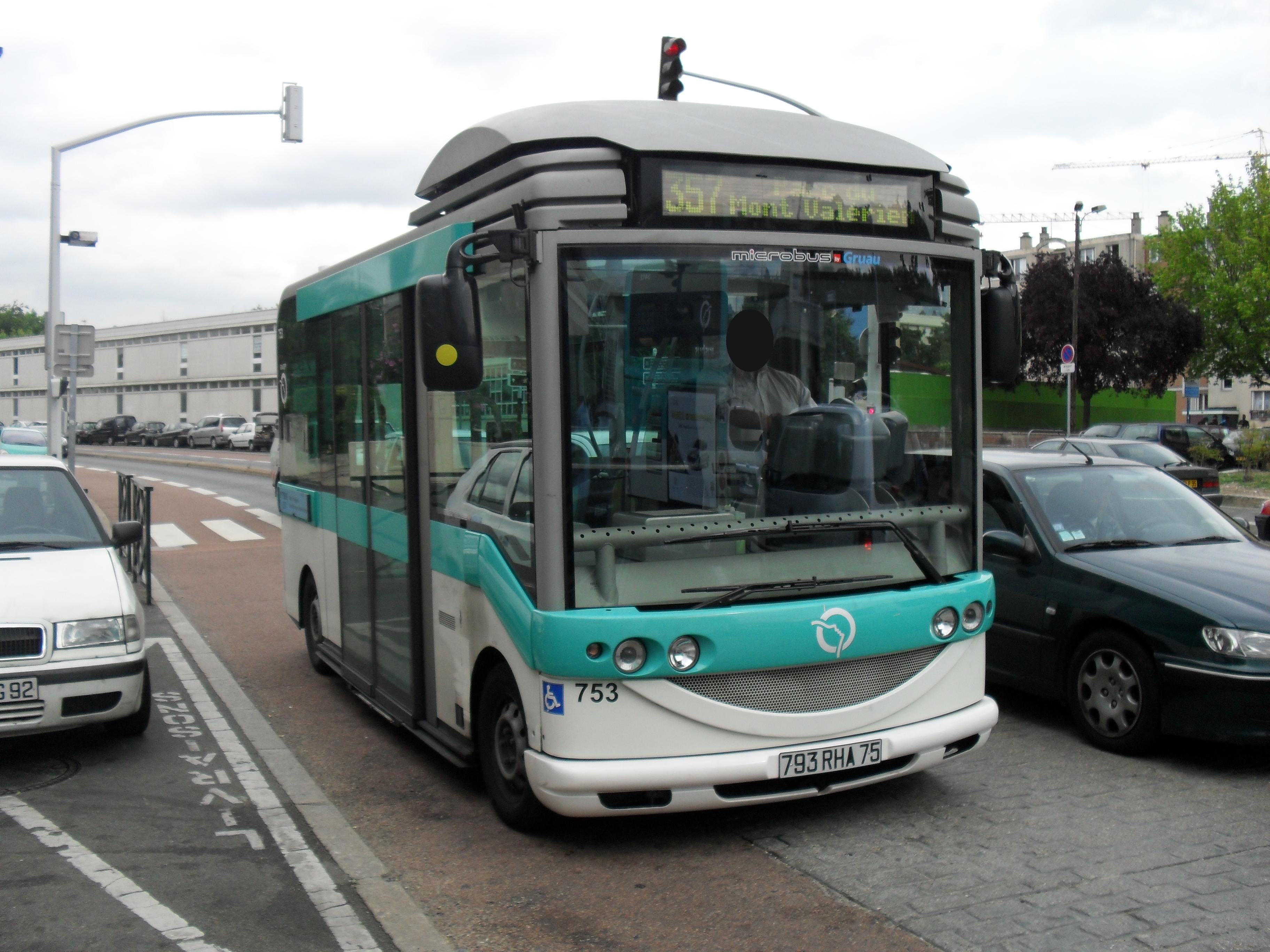
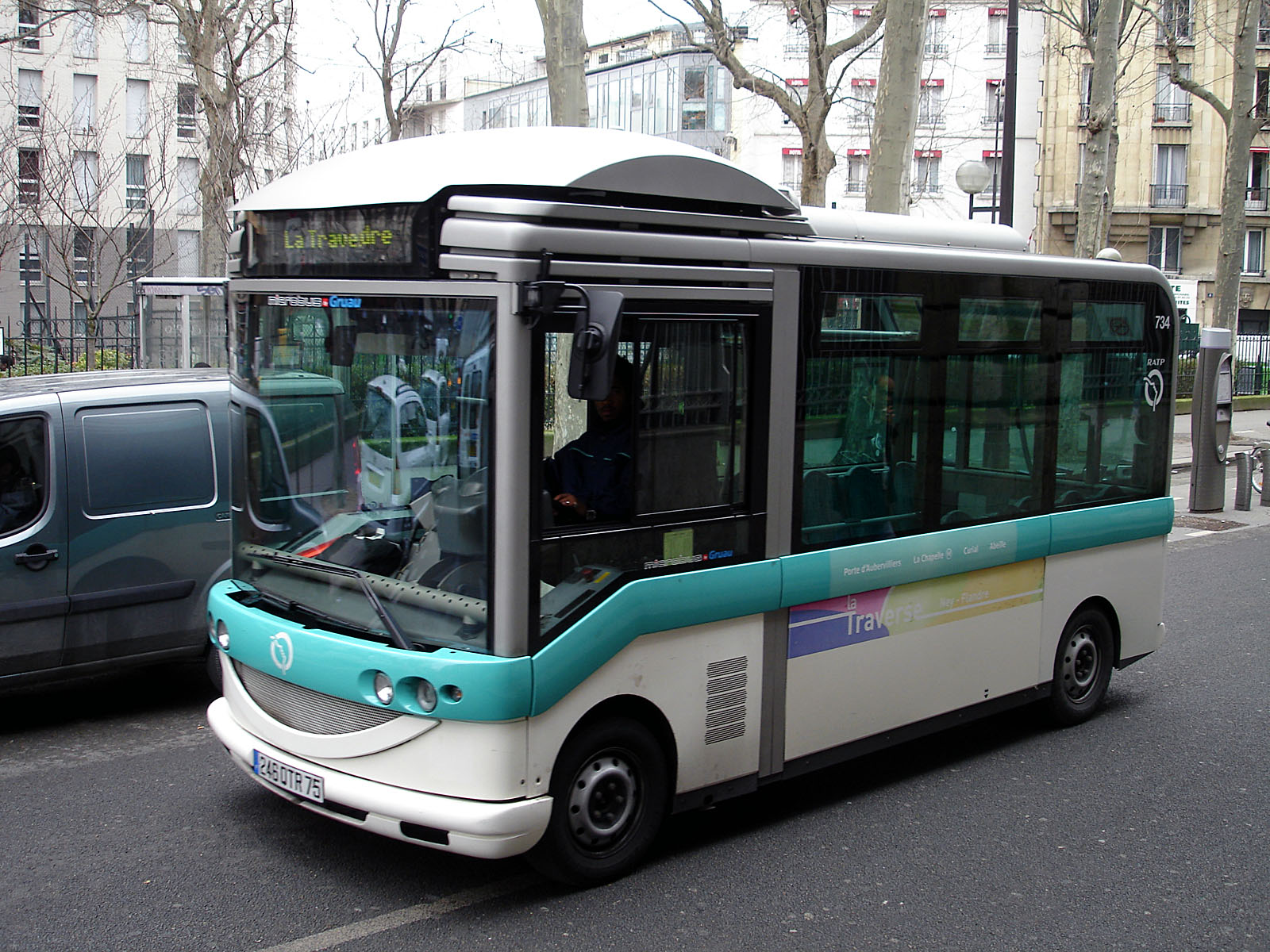
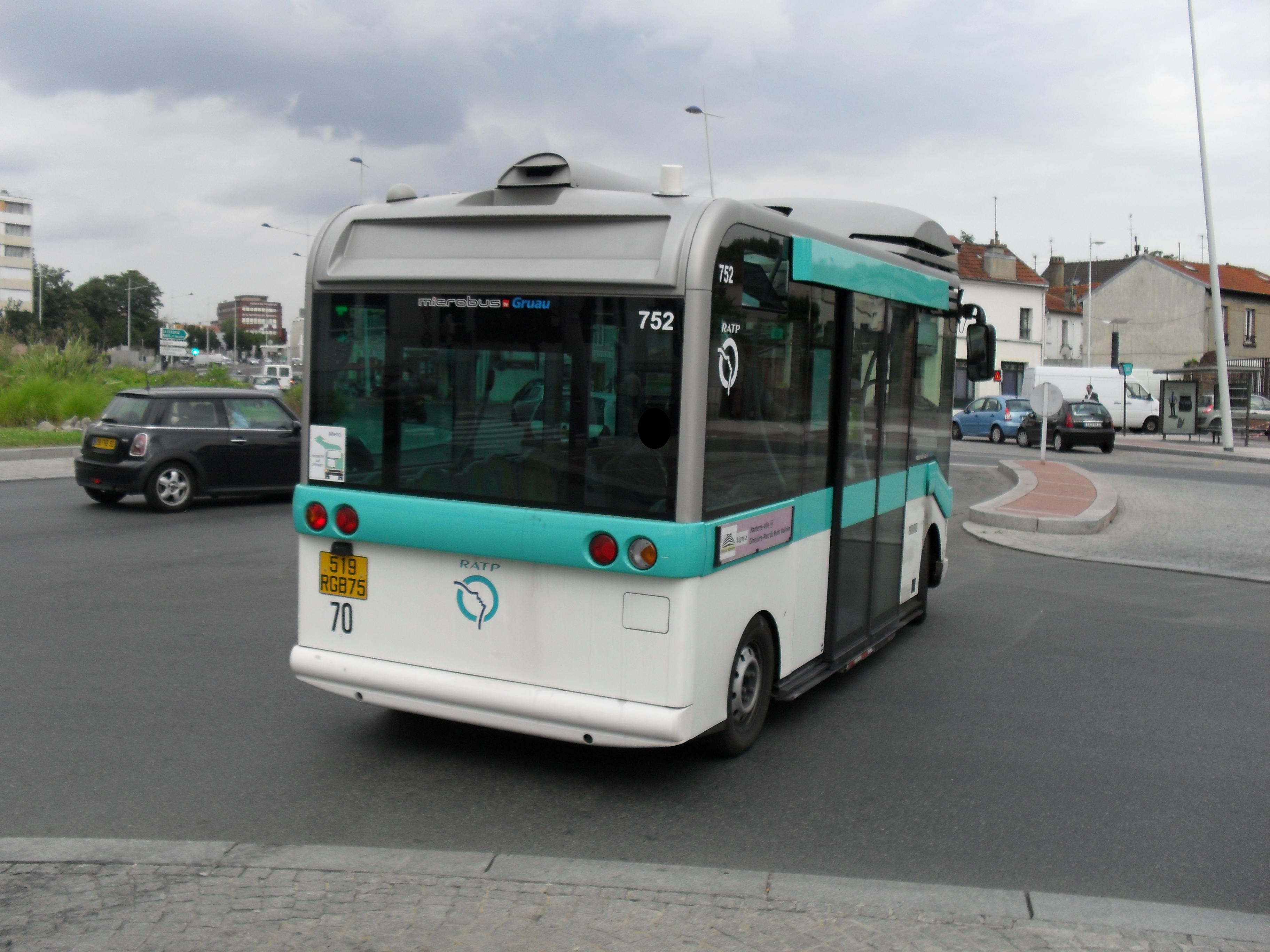